# Nước vị chanh

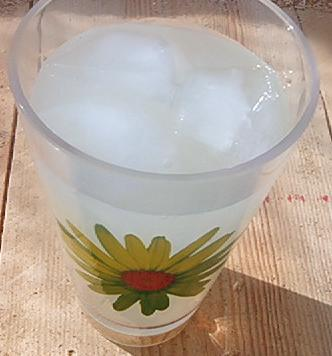
Ly nước vị chanh đục, đặc trưng ở Mỹ

Nước vị chanh có thể là bất kỳ một trong nhiều loại đồ uống ngọt hoặc không được tìm thấy trên khắp thế giới, nhưng theo truyền thống tất cả đều được đặc trưng với một hương vị chanh.
Hầu hết các loại nước vị chanh có thể được tách thành hai loại khác nhau: mây hoặc trong; mỗi cái được gọi đơn giản là "nước vị chanh" (hoặc một nhận thức) ở các quốc gia nơi chiếm ưu thế. Nước vị chanh đục, thường được tìm thấy ở Bắc Mỹ và Nam Á, theo truyền thống là một thức uống tự chế sử dụng nước chanh, nước và chất làm ngọt như đường mía hoặc mật ong. Ở Anh và Úc, nước vị chanh trong, thường có ga, chiếm ưu thế.
Một biến thể nước vị chanh đục phổ biến là nước vị chanh hồng, được làm bằng các hương vị trái cây như quả mâm xôi hoặc dâu tây, mang lại cho thức uống này màu hồng đặc biệt.

## Lịch sử
Vì chanh và mía có nguồn gốc từ Ấn Độ, người Ấn Độ lần đầu tiên tiêu thụ một loại nước vị chanh gọi là nimbu pani.

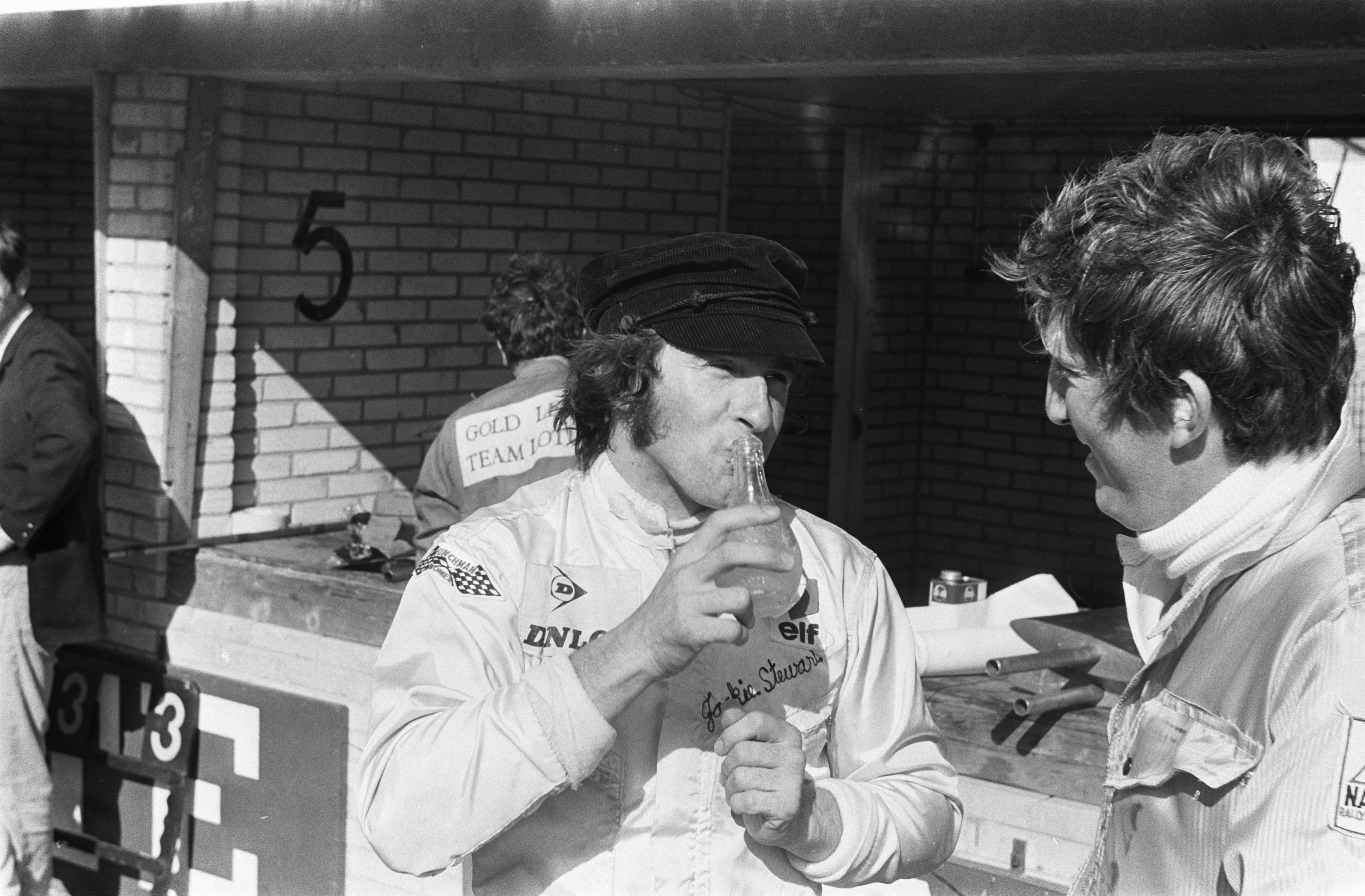
Tay đua xe mô tô Công thức 1 của Anh Jackie Stewart uống nước vị chanh có ga năm 1969

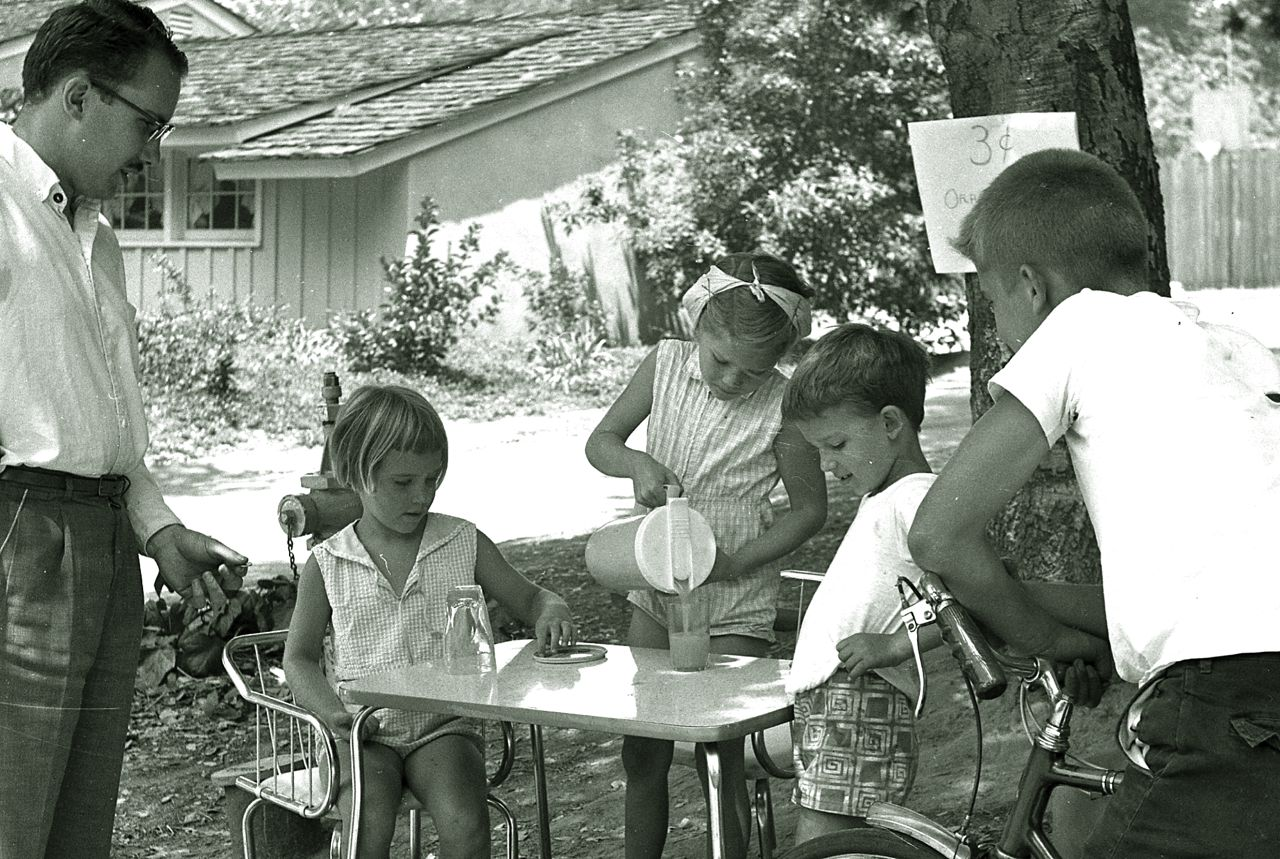
Trẻ em vận hành quầy bán nước vị chanh ở La Cañada Flintridge, California, 1960